# Schatz von Kriebstein

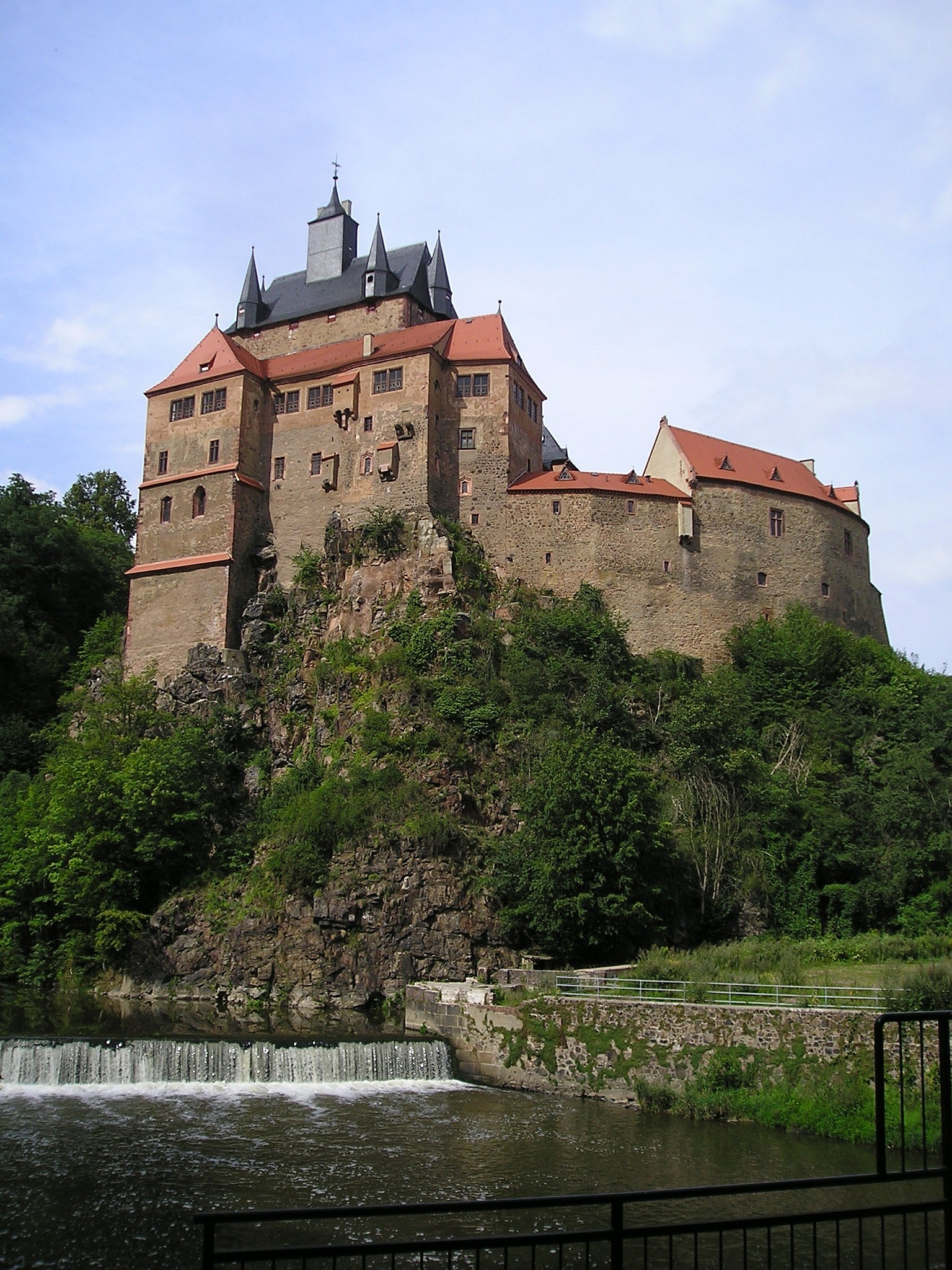
Burg Kriebstein

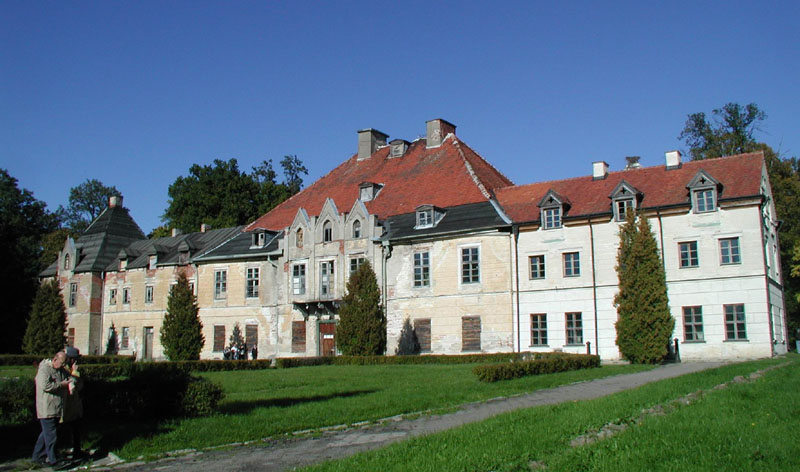
Schloss Steinort im Jahr 2004

Als Schatz von Kriebstein wird der am 12. Juni 1986 von Burgdirektor Bernd Wippert in einem nicht mehr genutzten Kamin des Wohnturmes der Burg Kriebstein entdeckte Schatz aus 555 Einzelstücken bezeichnet. 

## Geschichte
Kurz vor Weihnachten 1944 wurden mit zwei Eisenbahnwaggons aus Königsberg zahlreiche Kunstgegenstände und Möbel aus Schloss Steinort als Bergungsgut auf die Burg Kriebstein gebracht. Sie stammten aus dem Besitz Heinrich Graf von Lehndorffs, der am Attentat vom 20. Juli 1944 beteiligt war. Nach dem Scheitern wurde er verhaftet, verurteilt und am 4. September 1944 hingerichtet. Auch enteigneten die Nationalsozialisten den gesamten Familienbesitz. Damit das wertvolle Inventar von Schloss Steinort nicht der vorrückenden Roten Armee in die Hände fiel, ließ man es über Königsberg nach Westen bringen, wo es zum Teil auf der Burg Kriebstein und in der Kirche in Wechselburg eingelagert wurde.
Vermutlich noch vor dem Ende des Kriegs ist ein Teil der in Kriebstein eingelagerten Steinorter Kunstgegenstände von oben in einen alten vermauerten Kaminschacht geworfen worden, möglicherweise um sie vor der heranrückenden Roten Armee zu verstecken. Ein Großteil der aus dem Besitz der Familie von Lehndorff stammenden Kunstgegenstände sind nach dem Krieg als Reparationsleistung in die Sowjetunion gebracht worden. Der Teil im Kamin, der Silber, Porzellan, Gold, historische Bücher und einen großen Gobelin umfasste, blieb unentdeckt.
Viele der 1986 geborgenen Kunstgegenstände waren beschädigt und mussten restauriert werden. Ab 1995 wurden sie im Museum der Burg Kriebstein im sogenannten Schatzgewölbe ausgestellt. Es wurde auch die erste und einzige Gedenkstätte für den Widerstandskämpfer Heinrich Graf von Lehndorff eingerichtet.
1992 stellte Lehndorffs Witwe Gottliebe Gräfin Lehndorff-Steinort einen Restitutionsantrag auf den Schatz von Kriebstein und andere frühere Familien-Besitztümer beim Amt für Regelung offener Vermögensfragen. Im Februar 2010 wurden der Witwe 563 Gegenstände zugesprochen, davon stammten 556 aus dem Schatz von Kriebstein. Hiervon wiederum überließ die Gräfin 133 Stücke dem Museum in der Burg Kriebstein. Die übrigen 423 Teile des Schatzes, ferner Gemälde und 27 Bände von Johann Heinrich Zedlers Grossem vollständigen Universal-Lexicon Aller Wissenschafften und Künste aus der Staatlichen Kunstsammlung Dresden sollen zukünftig im früheren Lehndorffschen Familienstammsitz Schloss Steinort ausgestellt werden. Im November 2009 erwarb die „Deutsch-polnische Stiftung Kulturpflege und Denkmalschutz“ das Schloss Steinort. Nach umfangreichen Sanierungsmaßnahmen soll es als Begegnungsstätte genutzt werden.